# Daiki Watari
Daiki Watari (jap. 渡 大生; * 25. Juni 1993 in Hiroshima, Präfektur Hiroshima) ist ein japanischer Fußballspieler.

## Karriere
Daiki Watari erlernte das Fußballspielen in der Jugendmannschaft des Hiroshima Koyo FC sowie in der Schulmannschaft der Hiroshima Minami Highschool. Seinen ersten Vertrag unterschrieb er 2012 bei Giravanz Kitakyūshū. Der Verein aus Kitakyūshū, einer Großstadt in der Präfektur Fukuoka auf der Insel Kyūshū, spielte in der zweithöchsten japanischen Liga, der J2 League. Für Kitakyūshū absolvierte bis Ende 2015 hundertzwanzig Zweitligaspiele. 2016 wechselte er zum Ligakonkurrenten Tokushima Vortis nach Tokushima. Für Tokushima stand er 93-mal in der zweiten Liga auf dem Spielfeld. Sanfrecce Hiroshima, ein Erstligist aus Hiroshima, nahm ihn 2018 unter Vertrag. Mit Hiroshima wurde er 2018 Vizemeister der J1 League. Nach 31 Spielen in der ersten Liga nahm ihn Anfang 2020 der ebenfalls in der ersten Liga spielende Ōita Trinita aus Ōita unter Vertrag. Für Trinita stand er 23-mal in der ersten Liga auf dem Spielfeld. Am 9. Januar 2021 wechselte er ablösefrei zum Erstligaaufsteiger Avispa Fukuoka. Für den Verein aus Fukuoka bestritt er 37 Erstligaspiele. Im Januar 2023 unterschrieb er einen Vertrag beim Zweitligisten Tokushima Vortis.

## Erfolge
Sanfrecce Hiroshima
- Japanischer Zweitligavizemeister: 2018